# Yigoga multicuspis
Yigoga multicuspis är en fjärilsart som beskrevs av Eduard Friedrich Eversmann 1852. Yigoga multicuspis ingår i släktet Yigoga och familjen nattflyn. Inga underarter finns listade i Catalogue of Life.